# Dillwynia glaberrima
Espèce
Dillwynia glaberrima est une espèce de plantes à fleurs de la famille des Fabacées, endémique d'Australie. Cette espèce se présente sous la forme d'un arbuste dressé de 2 mètres de haut avec des feuilles cylindriques de 2,5 cm de long, avec un court apex souvent recourbé. Les fleurs jaunes lumineuses ont des marques rouges et sont proportionnellement assez larges. Elles apparaissent sous la forme de grappes denses à l'extrémité des rameaux filiformes d'août à décembre (de la fin de l'hiver au début de l'été) dans son aire d'origine. Il porte de longues gousses de 4 à 6 mm de long avec des poils clairsemés.

## Liste des variétés
Selon Tropicos (5 août 2013) (Attention liste brute contenant possiblement des synonymes) :
- Dillwynia glaberrima var. longipes Blakely
- Dillwynia glaberrima var. pubescens Blakely